# Atta texana
La hormiga cortadora de hojas tejana (Atta texana) es una especie de hormiga cultivadora de hongos que se encuentra fundamentalmente en Texas y Luisiana en los Estados Unidos y en algunos estados del nordeste de México. Cosecha hojas de más de 200 tipos de plantas y es considerada una plaga importante para los intereses agrícolas de los estados donde habita, dado que puede defoliar un árbol de cítrico en menos de 24 horas.
Estas hormigas tienen un sistema de castas que es muy estructurado. El vuelo nupcial se realiza de noche.